# تی‌مکس سافت
تی‌مکس سافت (انگلیسی: TmaxSoft) شرکت نرم‌افزار کره‌ای است، که در سال ۱۹۹۷ تأسیس شد.